# Оман на Светском првенству у атлетици на отвореном 2011.
Оман је учествовао на Светском првенству у атлетици на отвореном 2011. одржаном у Тегу од 27-4. септембра. Репрезентацију Омана представљало је један такмичар који се такмичио у трчању на 400 метара.
На овом првенству Оман није освојио ниједну медаљу. Није било нових националних, личних и рекорда сезоне.

## Резултати

### Мушкарци
| Атлетичар                | Дисциплина | Лични рекорд | Група    | Група    | Полуфинале           | Полуфинале           | Финале               | Финале  | Детаљи |
| Атлетичар                | Дисциплина | Лични рекорд | Резултат | Место    | Резултат             | Место                | Резултат             | Место   | Детаљи |
| ------------------------ | ---------- | ------------ | -------- | -------- | -------------------- | -------------------- | -------------------- | ------- | ------ |
| Ахмед Мухамед Ал-Мерџаби | 400 м      | 46,06        | 47,99    | 7 у гр 5 | Није се квалификовао | Није се квалификовао | Није се квалификовао | 32 / 39 |        |

Легенда: НР = национални рекорд, ЛР= лични рекорд, РС = Рекорд сезоне (најбољи резултат у сезони до почетка првества), КВ = квалификован (испунио норму), кв = квалификова (према резултату)